# بابا قنبر
بابا قنبر یک منطقهٔ مسکونی در افغانستان است که در ولایت سمنگان واقع شده‌است.